# Пан Мун Гук
Пан Мун Гук (1905 год — 1981 год) — колхозник колхоза «III Интернационал» Кармакчинского района Кзыл-Ординской области, Казахская ССР. Герой Социалистического Труда (1950).

## Биография
С 1929 по 1937 год работал в колхозе «Красный Авангард» Сучанского района Приморского края. После депортации корейцев был определён на спецпоселение в Кармакчинский район Кзыл-Ординской области, Казахская ССР. Работал рядовым колхозником, звеньевым рисоводческого звена, заместителем председателя колхоза «III Интернационал» Кармакчинского района.
В 1949 году рисоводческое звено, в котором работал Пан Мун Гук, собрало в среднем по 82,7 центнеров риса с каждого гектара на участке площадью 5 гектаров. За эти выдающиеся трудовые достижения был удостоен указом Президиума Верховного Совета СССР от 21 июня 1950 года звания Героя Социалистического Труда.
С 1950 по 1957 год — заместитель председателя колхоза.
В 1958 году возглавил рисоводческую бригаду, которая в этом же году собрала по 50 центнеров риса с каждого гектара при среднем сборе по колхозу в 40 центнеров.